# Jamapannanahalli, Davanagere
Jamapannanahalli là một làng thuộc tehsil Davanagere, huyện Davanagere, bang Karnataka, Ấn Độ.